# Myospila otanesi
Myospila otanesi är en tvåvingeart som först beskrevs av Malloch 1926.  Myospila otanesi ingår i släktet Myospila och familjen husflugor. Inga underarter finns listade i Catalogue of Life.